# آکوسه‌کیجیما
آکوسه‌کیجیما (به ژاپنی: 悪石島 Akusekijima) یکی از جزایر توکارا، زیر مجموعه ای از جزایر ساتسونان متعلق به استان کاگوشیما، ژاپن است.